# Kerson Hadley
Kerson Hadley (Pohnpei, 22 maggio 1989) è un ex nuotatore micronesiano, specializzato nello stile libero.

## Biografia
Rappresentò la Micronesia ai Giochi olimpici estivi di Pechino 2008, dove ottenne il 70º tempo nelle batterie dei 50 m stile libero e fu eliminato.
Tornò alle Olimpiadi a Londra 2012, classificandosi 40º tempo nella stessa specialità.